# 有山じゅんじ
有山 じゅんじ（ありやま じゅんじ、本名：有山 淳司、1953年1月4日 - ）は、日本の歌手、ギタリスト。

## 略歴

### 音楽が楽しい
大阪府寝屋川市香里園出身。小学生のころから笛が好きで、アマリリスは得意中の得意、鼓笛隊にも参加。洋楽では、姉の影響でドミニクを聞き、「これがおれ（の体の芯（引用者加筆、以下同様））に今もずっと通っているみたい。ずっと、おれ（ギター）弾いてたら『ドミニク、ニク、ニク～』、そんなみたい（な弾き方）になんねん」と。そして、中学の頃、学校の先生に笛以外の楽器もやれっと言われ、「おばあちゃんに買うても」らったカワイのギターを弾きだした、そのきっかけがマイク真木の「バラが咲いた」。
1967年（中二の終わり）頃から近所の西岡たかし宅に出入りするようになり、1968年には「五つの赤い風船」に参加、テレビ番組『ヤング720』に出演するなど、しばらく中川イサトとも活動を共にしていた。しかし、当時はまだ中学生だったため、高校受験を機に脱退。本人によると、「おれのおかんが『（有山が）勉強せんようになったから、バンドやめさせてくれ』言うて、西岡さんに電話してそれで終わり」になったとのこと。
同志社香里高等学校に入学し、1、2年はブラスバンド、3年になり武部行正と「グループぼく」を結成する等、様々な音楽を聴きながら過ごし、心斎橋ヤマハのアマチュアサークル『ダックス・バンド・クラブ』等で上田正樹や石田長生と知り合う。また、現在まで多大な影響を受けているブラインド・ブレイクを知ったのは、この頃の友達に「こんな雑音ばっかりのレコード聴けへんから、やるわ」と言われて貰った戦前ブルースのコンピレーション・アルバムだった。
そうして同志社大学に進学する。1971年、武部行正とのデュオ「ぼく」として第3回全日本フォークジャンボリーに出演。翌年に武部が『ゆふすげびとのうた』を発表したが、そのレコーディングに有山も参加し数曲でギターやフルートを演奏。
当時の周りの状況としては、同志社大学軽音楽同好会には「ウエストロード」のメンバーが居り、龍谷大学に進学した石田長生は同志社の軽音楽部でギターを弾いていた。
有山は、ブルースやラグタイムだけではなく、「フェアポート・コンヴェンション」や「ペンタングル」等のブリティッシュフォークや当時のシンガーソングライターなども好んで聴いていた。大阪市西成区に住んでいた頃、本人曰く「岸里のジェームス・テイラーと呼ばれていた。」

### ウイ・アー・サウス・・・・・トゥ・サウス
そして、上田正樹に誘われる。当時の状況を上田は、「有山との出会いはね、・・・何かのイベントで一緒になったの。ジェイムス・テイラーみたいな感じでやってた。フォークギターを弾いてる人って、リズムのいいかげんなケースが多いんだけど、有山はリズムがすごく良かった。・・・そのとき有山は、まだ同志社大学の学生で」大阪府の職員になる考えもあったが、「（上田が）口説いていっしょにやることになった。「サウス」が、かたちになるかならないかの時期」であった、という。「最初は俺（有山）と裕ちゃん（藤井裕）と松浦（善博）とキー坊の4人で、ドラムなしでブルースをルーツにしたオリジナルをやってたな。その時は「上田正樹グループ」って言うとったな。」
こうして、1973年頃から新バンド結成に向けて動き出していた上田正樹と、1974年「サウス・トゥ・サウス」結成。当時のライブ・スタイルは、前半が戦前のカントリー・ブルースやジャグバンド・ミュージック、ホウカム・ナンバー、ラグタイム風のアコースティック・セット、後半がバンドによるファンクやリズム・アンド・ブルース、ソウルミュージックに影響を受けたファンキーなセットとして2部構成で行われた。有山によると、ライブは「・・・大阪ミナミにあった『バハマ』っていう店で始めて、京都の『拾得』でやるようになってだんだん（演奏場所が）広がってい」ったという。
結成当時の状況について藤井裕は、「（「MZA」や「バッド・クラブ・バンド」等「サウス」以前のバンドを）解散して僕（藤井）はキーボー（上田）と一緒に居て、キーボーは、有山じゅんじ（ママ）と一緒にやりたがってて、キーボーが『有山と一緒にせえへんか』ってことになって、僕は『ええよ』って。で僕と有山とキーボーでバンドつくったんです。それが「サウス」の始まりなんです。その時はラグタイムブルースってのを中心にやったんです。・・・で、キーボーが『R&Bもしたいな』って言い出してね。自分もそう思ってるところがあって、じゃ、メンバーもうちょっと集めるかって事になって、それからメンバー集め出したの。」と述べている。
また山岸潤史は、「上田正樹となかまたち」が毎日の文化ホールでコンサートを行ったときに、上田から「有山ちゅうヤツが居って、・・・（そいつと）いわゆるカントリー・ブルースで、「ホット・ツナ」みたいな、ライ・クーダーとかな、そういうヤツをやんねん」と聞かされ、有山がギター、「（後の）ツイスト」の松浦がスライドを弾いていたのを見たのが有山との初めての出会いであった、と述べる。「イヤイヤ、ああいうスタイルをやるヤツ（バンド）は見たことなかった、おれ。本格的なさぁラグタイムのスタイルやんのさぁ。「憂歌団」は、そのもっと、シカゴ・ブルースのアコースティック版みたいな感じやったからなぁ。」
関東でのブルースに関して、有山は「やっぱり、かっこよかったやん、なあ。おれなんか、逆に憧れたけどねえ。「夕焼け楽団」のケンちゃんのスタイルもそやし、内海さん、「キャロル」の。内海さんのブルースも好きやし。東京は、ああいうブルース」と話すが、このうち井上ケン一に関しては、「サウス」結成当時「（その）ギターに惚れこんで、彼の実家まで押しかけて泊まり込みの勉強をしてきたのはつい最近」とされる。
1975年6月「上田正樹と有山淳司」名義でアルバム『ぼちぼちいこか』、1976年1月「上田正樹とサウス・トゥ・サウス」名義でアルバム『この熱い魂を伝えたいんや』発表。前者ではライブにおけるアコースティック・セットをスタジオで再現。同年発表される「憂歌団」の1stアルバム、「ウエスト・ロード・ブルース・バンド」1stアルバムに先駆けて発表された関西ブルース、ひいてはジャパニーズ・ブルースを代表する作品。後者はバンドスタイルのライブ盤である。その経緯を、有山は「・・・本当は2枚組で出す予定やったんですよ。・・・。ただ、オイルショックのせいで紙不足で2枚組が作られへんってレコード会社から言われて。今でもなんでかわからへんけどね（笑）。半年前（ママ）ぐらいの時間差で2枚出したんです。」と述べる。
1975年10月12日、NHK教育テレビ『若い広場』「雑居時代のヒーロー ‐泉谷しげる‐」で、「サウス」としてのセッションが放送。
1975年11月12日-1976年5月12日、TBS系列で水曜劇場『花吹雪はしご一家』が21時から放送され、音楽を徳久広司とともに担当した。
1976年3月17日-1976年9月22日、日本テレビ系列で水曜日20時から放送された『泣かせるあいつ』では主題歌と音楽を担当。やせた口笛で（前半）と始発電車（後半）とをカップリングしたシングル盤を発表した。BGMとしては、後述三枝バージョンのとったらあかんに似た中西のホンキートンクピアノ風の、またドブロの指弾きCome On おばはん風のものや雨の降る夜に風、その他R&Bやラグのインストが流れていた。
2枚のアルバムと1枚のシングルを残し、1976年7月17日解散。
「サウス」での状況、そして自身の演奏スタイルについて、有山は「「サウス・トゥ・サウス」をやる前は黒人の音楽はブルースしか聞いたことがなかった。だけど、やっぱり裕ちゃんやキー坊とかの影響でソウルばっかり聞き出した。そういう意味では「サウス・トゥ・サウス」に入って良かったと思う。・・・「コモドアーズ」も「アベレージ・ホワイト・バンド」も知らんかった。それで、聞いてて面白いから自分でもやりたなる。で、エレキは気持ちエエしな。音が大きいから。」と、サウスの途中からエレキ・ギターも持ちだしたと話す。「今でも、アコースティックでも音が大きいのは多分キー坊と一緒にやってたからやと思う。・・・キー坊が声をガーと出すと負けそうで腹が立つから、生ギターでも大きな音を出さなあかんのや。」と述べている。
『ぼちぼち』でのギターは、'69年のマーチンO-18にバーカスベリーのピックアップをガムみたいな糊で固定して使っていた。「・・・梅田からナンバまではガットに鉄弦張って・・・。（他は）家内の持ってたギター（O-18）をそのまま借りた。（その）ままね、結婚に至りましたけど。」

### 友とともに
1974年頃から「サウス」を取り巻く状況が続いていくのか、ミュージシャンとしてやっていけるのか等悩んでいた有山は、石田に相談している。「・・・俺もギターがメインやったから、オリジナルそんな作ってなかってん。『ぼちぼち（いこか）』と。俺のソロは「♪ディーディ、ワ、ディディー」やるぐらいやから、中西（康晴）と。石田はそのとき、ええこと言うたんは、あいつも歌作ってなかってん、『ほんなら有山、歌作ろう』いうて。あいつ、そこから、大塚（まさじ）ちゃんとか、そのまま先ほどの行動力で、そういうとこみんな行って・・・。それで、俺かて負けん気強いから、あいつがそんなことやったら、俺かて歌作ろうと思う・・・」と。
1977年、中川イサトの『1310』で、不演唱（ぶるーす）、オレンジを共演。
1978年 初のソロアルバム『ありのままじゅんじ』発表。ブルースやラグタイムに拘らない多彩なスタイルで、自身のアコースティック・ギターの弾き語りを中心に気の置けない友人と一緒に展開。B-1、2のライブ演奏ディディ ワァ ディディ（作: Arthur Blake）、行くあてなし（作: 尾関真）は、1977年5月2日天王寺野外音楽堂、春一番コンサートでのもの。尾関隆（Dobro）、西依一実（Mandolin）とのトリオ編成で行われた。
この頃からはライブ演奏を中心に活動し、『スタジオあひる』での「Accostic（ママ） Guitar School」で講師をつとめていたこともある。また1979年頃からは、内田勘太郎とのユニット「有勘」でも活動している。
1980年10月26日、日比谷野外音楽堂で『SWEET SOUL SHOW』開催。当日の模様はNHK-FMで同年12月30日に、『'80フォーク・ライブ』の一環として放送された。桂文珍が司会「RCサクセション」が対バンを務めた、上田正樹とサウス・トゥ・サウス再結成ライブである。残念ながら「RC」とのセッションは・な・か・っ・た・。1部、2部ときっちり別れた構成ではなく、有山は途中可愛い女と呼ばれたいからドブロを持って登場してサムピックで弾き、そしてジャガーをかき鳴らした。
コンサート直前の10月15日には、恵比寿の『NEVERLAND』において、上田正樹、有山淳司、内田勘太郎、正木五郎、中西康晴の面々でライブが行われ、『ぼちぼちいこか』や「有勘」でのナンバーが演奏されている。
1981年4月封切りの『劇場版 じゃりン子チエ』で星勝が音楽を担当しているが、その劇伴には関西のミュージシャンが多く登用され、有山は、アニメ・ミュージック・カプセル・シリーズ『じゃりン子チエ』のℳ-24「おもしろ遊園地」で聞こえるギター他を弾いている、と思われる。
同年 「憂歌団」の『夢・憂歌』では、「有勘」でのレパートリー、ヘビー・スモーカー（作詞/作曲: 尾関真）、けだるい二人（日本語詞: 有山淳司、作曲: Hoagy Carmichael）、スティーリン（日本語詞: 有山淳司/内田勘太郎、作曲: Gus Cannon）、GOOD NIGHT SWEET HART（作詞: 有山淳司、作曲: 内田勘太郎）に、編曲等として関わっている。
1988年 「中川イサトと有山じゅんじ」としての競演盤『アフター・アワーズ』発表。
1990年 13年ぶりにソロ・アルバム『聞こえる 聞こえる』を発表。
その経緯を、有山は「音楽はやってたんやで。ソロも・・・バンドもやってた。バイトしながらな。9時から5時まで発掘調査のバイトして、7時から『磔磔』でライヴ、みたいな感じ。バイトがない時は地方をツアーしてな。僕はそれでいいと思ってた。・・・でも、家内は苦労したやろうね。口では言わんけど」。「そんな頃、僕が37歳やったと思うけど」、『どん底ハウス』で10年ぶりに会った「「サウス・トゥ・サウス」時代のマネージャーの藤井淳（ジュン）・・・が言うわけや。『なんでバイトなんかしてるんだ。お前は音楽で行けるんだから、バイトなんか辞めてしまえ、俺がCD出すから』ってな。嬉しかったな。」と述べている。
1991年「サウス・トゥ・サウス」再々結成（その後'95にも再々々結成）。
同年7月21日京都大学西部講堂でのライブはWOWOWで、『バビロン オブ ロック - 西部講堂伝説 もっとかー!』と題して生中継された。放送内容は、まず「泉谷しげるとルーザー」の演奏、そして北京一のパフォーマンスで前座が務められ、講堂脇のテント（楽屋）での会話も映し出されている。ライブでのアンコールにより後の番組が中止された。またその後LD、2枚組ライブ盤CDやDVDで『シンパイスナ・アンシンスナ』が発表された。
また、同年ソロアルバム『MAKE A JOYFUL NOISE』を発表。古くからのレパートリー、なんだ坂 こんな坂（作: 有山淳司）も音源化された。 
1992年4月10日24時20分から、毎日放送で石田長生プロデュース『放送禁止06ライブ』という、パロディドラマ仕立ての音楽バラエティが放送された。有山も役名をもらい、また石田、木村充揮とともに「平成トリオ」として「あたしは不幸をよぶ女」、けだるい二人を演奏。
また、同年7月6日放送の、関西テレビ『夢の乱入者』第28回に出演し、「What A Wonderful World」「月光値千金」を演奏。同番組には、1996年2月17日の第68回、1997年3月14日の第75回（最終回）にも出演し、前者は『チキンジョージ』でのライブ収録で、ソロでは「Georgia Bound」、渡辺香津美、石田とトリオで「Gee Baby, Ain't I Good To You」、「ティーンエイジャー」、けだるい二人、杉山清貴を加え「The Weight」を演奏した。後者ではNORAと一緒に「You've Got A Friends」等を演奏している。
サルサバンド、「ロス・ルンベロス」との競演盤『Hurry Hurry Hurry』も1992年発表。自身の過去の楽曲を新たな解釈で再演する。
さらに1992年09月、フジテレビ深夜帯の番組『the american guitars』第11回「Martin」が放送され、有山がコメント出演。前年にネックを折って修理したF-50で「およげ!たいやきくん」を爪弾きながら、一服をつける。マーチンの繊細さについて、「・・・（以前O-18の上に坐ってしまい、その時の）響きがねぇ、リバーブが付いて割れますねぇ。」と感心した話をし、RAILROAD JUNJIを演奏する。
1993年 京都『磔磔』で内田勘太郎、ゴンザレス三上をギタリストに迎え、藤井裕らとライブレコーディングされた『レア・ソングス』を発表。
同年『モスバーガー』店舗内に置かれていたフリーペーパー「モスモス」の企画から生まれたCD、『APPLE PIE ENSEMBLE』（非売品）作成に参加。
1996年 「加川良 with TE-CHILI」に参加。アルバム『R.O.C.K』発表。ちなみに「TE-CHILI」の名は当時有山も好んで聴いていた「レッド・ホット・チリ・ペッパーズ」の愛称「レッチリ」にちなんだもの。その名のとおり、加川の代表作を爆音のロックサウンドで演奏している。
1998年 『あした元気になれ』発表。続いて木村充揮とのユニット「木村充揮・有山じゅんじ」として、『木村くんと有山くん』も発表された。同時期にデビューした二人だが、内田と違いこれまで余り交流はなかったそうである。
2004年、ソロアルバムとしては6年ぶりとなる『Thinkin' of You』発表。
2008年7月8日、道頓堀の「くいだおれ」閉店。当日シークレット・ライブが開催され、向かって右の上田と左の有山の間に、正木はスネア（小太鼓?）で参加。当時「有山と上田は、前年より東京・下北沢の『風知空知』というお店で、定期的にリユニオン・ライブを始めて」おり、この偶然が『ぼちぼちいこか '08』、『ぼちぼちいこか ザ・ムービー』の制作につながる。
2014年10月16日藤井裕、2015年7月8日石田長生が次のステージへ旅立つ。藤井への弔辞は石田が、石田への弔辞は有山が行った。三人は「サウス」結成前後、近所の「文化」に住み互いに行き来していた。
2019年 木村充揮の『ザ・ライブ!』でキムチはできるだけ辛い方がいい（作詞/作曲: 上田正樹、有山淳司）を共演し、キムチが初めて陽の目を見た。
2024年09月08日、BSフジで『京都磔磔 酒蔵ライブハウスの50年』が放送され、有山は「平成トリオ」として2014年の映像で出演。皿うどんを食す。

## ディスコグラフィー（映像含む）

### ぼく
- Various Artists『1971フォーク・ジャンボリーVol.1』（1998年、TOCT-10382-3、東芝EMI。再発: 2003年、IOCI-41018-9、avex-io）

Disc-2: 03. 深い木立に（A.G.）/04. あたたかい木曜日の午後のこと（有山ソロ、Vocal、A.G.）/05. 春の歌（Flute、A.G.）
1971年8月8日、中津川。
サブステージ（ロック）で、中川イサトの前に出演。

#### サポート
- 武部行正『ゆふすげびとのうた』（1972年、SF-1029、Victor。再発CD: 1998年、PCD-1590、Pヴァイン。2003年、VICL62204、ビクターエンタテイメント）

A面: 02. 風景（A.G.）/03. 円か（マドカ）（A.G.）
B面: 01. 春の歌（A.G.、Classic Guitar、Flute）
西岡たかしプロデュース。

### サウス・トゥ・サウスとして
- 『ぼちぼちいこか』（1975年6月、BMC-3003、徳間音楽工業。『ぼちぼちいこか+6Tracks』CDとして再発。2007年、TKCA-73243、徳間ジャパンコミュニケーションズ）

A面: 大阪へ出て来てから/可愛い女と呼ばれたい/あこがれの北新地/Come on おばはん/みんなの願いはただひとつ/雨の降る夜に
B面: 梅田からナンバまで/とったらあかん/俺の借金全部でなんぼや/俺の家には朝がない/買物にでも行きまへんか/なつかしの道頓堀
「上田正樹と有山淳司」名義。
仲野仁太（テキサスフィドル）、井上茂（ウッドブロック、ファンキースティック）、金子マリ（唄）、妹尾隆一郎（ウイーピング・ハープ）等がサポート。
- 「始発電車/やせた口笛で」（1976年5月、DRQ 1002、Kitty Record）

サウス解散前に発表されたシングル盤。上記『泣かせるあいつ』の主題歌。
Masaki Ueda『ゴールデン☆ベスト Kitty Years & More』（2008年、UPCY-6488/9、USMジャパン）、Disc-1の01、02で聞くことが出来る。

#### ライブパフォーマンス（演奏日順）
- Various Artists『8・8 ROCK DAY[36]の軌跡 ～ソウル・R&B篇～』（1989年、25JC-422、徳間ジャパン。『ベスト オブ 8・8 ROCK DAY ～ソウル・R&B篇～』として再発。2002年、TKCA-72477、徳間ジャパン）[注釈 93]

01. バッド・ジャンキー・ブルース/02. ほんとにいやになるぜ/03. 負けると知りつつバクチをしたよ（以上1部）/04. Get you when I want you/05. Licking Stick/06. Funky Broadway（以上2部）
1974年8月2-3日、びわ湖バレイで開催。
1部: 上田正樹、有山淳司、藤井裕 Elec. Bass、上場正俊 Drums、ゲスト・プレイヤー: セノオ Weeping Harp。
これらは、『ぼちぼちいこか+6Tracks』のボーナストラックとして聞くことが出来る。
- 『上田正樹とサウス・トゥ・サウス - 1974ワンステップ・フェスティバル』（2019年、R-18B1086MT、One Step Festival 実行委員会）

タバコが苦い/バッドジャンキーブルース/負けると知りつつバクチをしたよ（以上1部として、上田正樹&有山淳司）/Opening/The Funky Penguin/Ooo Poo Pah Doo/Walking The Dog/Get You When I Want You/Member's Introduction/Licking Stick/Funky Broadway/I Can't Turn You Loose/Try A Little Tenderness/Shake（以上2部）
1974年8月9日、郡山開成山で開催。
1部としてのクレジットはないが、おそらく藤井裕 B、宮内良和 Kbd（バッドジャンキーブルースのみ）、上場正俊 ファンキースティック?（負けると知りつつバクチをしたよのみ）。
- Various Artists『今よみがえる 郡山 - ワンステップ・フェスティバル 1974』（2005年、JRDF-0012、DEAD FLOWER。DVD）

07. Can't Turn You Loose
上記、ワンステップでの映像。シンクロしていない。当該2部では有山は出演していないと思われるが、当時の記録として掲載。
- 上田正樹『ライブ帝国 上田正樹』（2005年、JPBP-13041、ドリームタイムエンタテインメント。DVD）

09. あこがれの北新地（BONUS TRACK）
1970年代の「ヤングインパルス」より。スタジオライブ。
上田、有山、中西がフロント、バックには風貌からおそらくクンチョーが立ち、リムショット? している? ドラマーは確認困難。
- Various Artists『日本ロック映像全集 vol.3』（1994年、RMFR-003、リットーミュージック。VHS）

04. ブレイクダウン
第2回「夕焼け祭り」、1975年8月23-24日、山中温泉水無山スキー場で開催。
当日セットリスト等は不明。有山はまだ登場していない模様であるが、はっきりと確認できない。一部界隈で有名な上田正樹の浴衣衣装が見られるが、画質はかなりマニア向け。
全3巻の内。
- Various Artists『夕焼け祭り』（2004年、JRDF-0005、DEAD FLOWER。DVD）

12. バッドジャンキーブルース/13. 王・メイコの唄/14. Come On おばはん
仝上ステージ。
ラグタイムセットでも「サウス」全員で演奏。
- 『この熱い魂を伝えたいんや』（1976年1月、BMC-7001、徳間音楽工業。再発CD: 2007年、TKCA-73244、徳間ジャパンコミュニケーションズ）

A面: オープニング（サウス・トゥ・サウス）/ウ・プ・パ・ドゥ/最終電車/こわれたコーヒー・カップ/ラブ・ミー・テンダー
B面: ブレイク・ダウン/むかでの錦三/わが心のジョージア/お前を離さない
1975年9月28日、芦屋ルナ・ホール。

##### 再々結成ライブ
- 『シンパイスナ・アンシンスナ - サウス トゥ サウス '91ライブ』（再発版、2015年9月、AZRC-1006/07、amazon records。CD）

Disc-1: OPENING/OPENING～SOUTH TO SOUTH/THE FUNKY PENGUIN/Love Me Tender/あこがれの北新地/とったらあかん/梅田からナンバまで/Come On おばはん/大阪へ出て来てから
Disc-2: 大阪一番 "\en" Power/Walking The Dog/Ooo Poo Pah Doo/むかでの錦三/お前を救けに行く/Route66/TRY A LITTLE TENDERNESS/I CAN'T TURN YOU LOOSE
1991年7月21日、京大西部講堂。
上記『バビロン オブ ロック』の編集版。
- 『シンパイスナ・アンシンスナ - サウス トゥ サウス '91ライブ』（2015年9月（発売年等記載なし）、AZRD-1004、amazon records。DVD）

OPENING/OPENING～SOUTH TO SOUTH/Love Me Tender/あこがれの北新地/梅田からナンバまで/大阪へ出て来てから/大阪一番 "\en" POWER/Ooo Poo Pah Doo/お前を救けに行く/I CAN'T TURN YOU LOOSE
1991年7月21日、京大西部講堂。
上記『バビロン オブ ロック』の編集版。

#### 上田正樹と有山淳司、リユニオン
- 有山じゅんじと上田正樹『『ぼちぼちいこか '08』フューチャリング くいだおれ太郎』（2008年10月、FUCHI-001、UK.PROJECT）

俺の借金全部でなんぼや/梅田からナンバまで/あこがれの北新地/買い物にでも行きまへんか/なつかしの道頓堀/ぼちぼちいこか
「ぼちぼちいこか」は有山（2008年）の書き下ろし。Drums/正木五郎、Woodbass/黒川修（from 「Ban Ban Bazar」）、Chorus/金子マリ。
- 有山じゅんじと上田正樹『ライブ アット 道頓堀くいだおれ ぼちぼちいこか ザ・ムービー』（2009年、FUCHI-002DV、UK.PROJECT。DVD）

Disc-1（2008年10月22日、道頓堀くいだおれ）: 大阪へ出て来てから/あこがれの北新地/可愛い女と呼ばれたい/俺の家には朝がない/50歳/悲しい色やね/HARD TO HANDLE/むかでの錦三/買い物にでも行きまへんか/俺の借金全部でなんぼや/梅田からナンバまで/おまえを救いにゆく/なつかしの道頓堀/ぼちぼちいこか
Disc-2: 梅田からナンバまで（2008年10月28日、下北沢『風知空知』）/（以降、Promotion Video）なつかしの道頓堀/俺の借金全部でなんぼや/ぼちぼちいこか

#### サポート（バッキング）
- 桂三枝「三枝のムラムラ日記」（1975年12月、BS-1983、キングレコード）

Various Artists『SHOW WA! ハレンチ・パラダイス』の3曲目、その他のオムニバス盤で聞くことが出来る。
とったらあかんの桂三枝バージョン。
- 泉谷しげる『家族』（1976年4月、FLL-4003、フォーライフ・レコード。再発CD: 1992年11月、FLCF-22180、FOR LIFE MUSIC ENTERTAINMENT[注釈 118]）

特に『ぼちぼちいこか』の雰囲気を漂わせているのが、A-3の「街角」。

### ソロ（ライブ、オムニバス含む）
- 『ありのままじゅんじ』（1978年3月、MKF-1028、Kitty Record。再発CD: 2005年、UKRR-6027、Rice Records）

A面: 今日も元気に/Baby もうすぐ帰るよ/僕ムシャクシャクシャ/ほら あんなに月までブルームーン/めざすは夢の宝島
B面: ディディ ワァ ディディ/行くあてなし/Baby お前が好きだよ/今夜はカキ色の月が/果てしなく
有山: ボーカル、アコースティック・ギター、スライド・ギター、バンジョー、ドブロ・ギター、リコーダー。
サポート、石田長生、藤井裕、国府輝幸、正木五郎、中川イサト、中西康晴、西依一実、尾関隆、西山速水、松田幸一、金森幸介、小田急小梅、亀淵友香、増本博人、等々。
- Various Artists『限りなく透明に近いブルー オリジナルサウンドトラック』（1979年、MKF-1044、Kitty Record。再発CD: 1989年、H25K-20153、Kitty Record）

B面: 02. DAYDREAM
スライドは長田TACO和承。
原作の舞台設定時期に流行っていた洋楽、その心象風景を飾る音楽を、レーベルを越えて日本の各ミュージシャンがカバーし作製されたサントラ盤。
- Various Artists『春一番ライブ '79』（再発CD: 2004年、BZCS-9029～30、Bellwood Records）[注釈 124]

Disc-1: 06. Baby お前が好きだよ
1979年5月3-6日、天王寺野外音楽堂。
中西康晴: Piano。
- 『聞こえる 聞こえる』（1990年、UK-J001、UK.PROJECT）

Be All Right/あつい夏/ウーララ/月の唄が聞こえる/Gooday 今日はSunshine/気持ち/おまえとならうまくやれる/なんでもない なんでもない/鯖、ジン
藤井裕（B）、正木五郎（Dr）、他。
- 『MAKE A JOYFUL NOISE』（1991年、UKRR-6001、UK.PROJECT）

抱きしめよう/ぐちぐちぐち/今日もこつこつ/満月の夜/明日考える/RAILROAD JUNJI/MAKE A JOYFUL NOISE/けだるい2人/そんなにガミガミ/物語を聞かせて/なんだ坂こんな坂/満月の夜Ⅱ（bonus track）
- 『レア・ソングス』（1993年、UKRR-6009、UK.PROJECT）

大阪も雨に沈んでいるかい/よいしょ、よっこらしょ/星に願いを/ゴーイング・マイ・ウェイ/まちがえる/時代遅れのバースディプレゼント/冷たい風/ぐるぐるぐる/クリスマス・イン・マイ・ハート/うそじゃない うそじゃない/Baby おまえが好きだよ/ここにいるよ
1993年7月5-6日、京都『磔磔』。
ゴンザレス三上: g、内田勘太郎: g、藤井裕: b、原ボビー隆: key、松井宏: harp。
- 『あした元気になれ』（1997年、UKRR-6016、UK.PROJECT）

あした元気になれ/パチンコはやめた!!/Guitar Chime/眠れぬ夜/狼男の唄/ウォーキン'ダウン・ザ・ストリート/Baby/もえてる/イライラしてる/君に逢いたい/唄は悲しみに勝つ
- 『Thinkin' of You』（2004年、UKRR-6022、UK.PROJECT）

Ain't Nobody's Business/光る雪/Think of You/ドレミファ、ソッと暮らしてる/It's Only A Paper Moon/Wabash Rag/いつかあの娘が戻ってきたら/碧い夜/ありやまな夜だ/Over The Rainbow/50歳/光る雪（Reprise）
- Various Artists『アコギでクラプトン』（2007年、GNCL-1103、ジェネオンエンタテイメント）

12. TEARS IN HEAVEN
ag.、flute、humming。使用ギター: MARTIN 2-17（1931）
リットーミュージック刊行「季刊アコースティック・ギター・マガジン」プロデュースによるアコギカヴァー企画アルバム。
- 『有山じゅんじ ベスト アリ・ヤ・マニア』（2013年、FUCHI-005、006、UK.PROJECT）

Disc-1: 梅田からナンバまで（「上田正樹と有山淳司」）/Baby お前が好きだよ/ディディ ワァ ディディ/今夜はカキ色の月が/時代遅れのバースディプレゼント（未発表、1985ライブ）/気持ち（2012、ニュー・ボーカル&ミックス）/あつい夏（2012、ニュー・ボーカル&ミックス）/ウーララ（2012、ニュー・ボーカル&ミックス）/なんだ坂こんな坂/そんなにガミガミ/抱きしめよう/今夜はカキ色の月が（「LOS RUMBEROUS」feat. JUNJI ARIYAMA）/C'mon 買いもん（「LOS RUMBEROUS」feat. JUNJI ARIYAMA）/クリスマス・イン・マイ・ハート/時代遅れのバースディプレゼント
Disc-2: Saba-Gin（「LOS RUMBEROUS」feat. JUNJI ARIYAMA）/時代遅れのバースディプレゼント（未発表、1993スタジオ）/あした元気になれ/唄は悲しみに勝つ/陽よ 昇れ Let's it shine on（「木村くんと有山くん」）/Ain't Nobody's Business/Think of You/ありやまな夜だ/ぐるぐるぐる（未発表、2003スタジオ、with 「FUJI・MASA」）/Woo...（未発表、2003スタジオ、with 「FUJI・MASA」）/光の中から笑顔が見えるよ（未発表、2003スタジオ）/くそっ、Blues!（未発表、2009スタジオ）/残しとこう（「有山岸」）/元気をだそう（2012、ニュー・レコーディング）/胸があついよ（新曲。2012、ニュー・レコーディング）/のんき（2012、ニュー・レコーディング）/ぼちぼちいこか（2012、ニュー・レコーディング。有山ソロ）
2枚組ベストアルバム。
購入者は、有山演奏（ラジカセ録音）のブラインド・ブレイク、エバーグリーン8曲を聴くことが出来る。
- 『ありやまなチンチン電車の旅! 阪堺電車一周ライブ』（2016年、AND071、アルファノート。DVD）

Bye Bye Baby Blues/なんだ坂こんな坂/スルメのように生きている/線路は続くよどこまでも/上を向いて歩こう/のんき/ぐるぐるぐる/鯖、ジン/月の唄が聞こえる/ありやまな夜だ/陽よ昇れ Let's it shine On/あこがれの北新地/買い物にでも行きまへんか/みんなの願いはただひとつ/梅田からナンバまで
阪堺電車を貸し切り、走る列車内でのライブDVD。

### 共演、競演、ユニット、サポート etc.[注釈 137]

#### ザ・ディランII、大塚まさじ
- 『この世を悲しむ風来坊に捧ぐ』（1974年09月25日、OFL-28、ベルウッド・レコード。何度目かの再発CD: 2012年、KICS-2582、ベルウッド・レコード)

曲ごとのクレジットはないが、有山淳司: Dobro and Fluteと記載されており、A面: 03「悲しみのサラリーマン」等でドブロのスライドが、同05「風景」等ではフルートが聞こえる。
「ぼちぼち」リリース前「8・8 ROCK DAY」と同時期の、サウスを続けられるかどうか悩んでいた頃。
- 大塚まさじ『風が吹いていた』（1977年、L-10079E、ワーナー・パイオニア。再発CD: 1994年、MDCL-1269、MIDI INC.)

A面: 02. いつも。B面: 01. 北の果て行き特急列車。
「いつも」には石田長生+スカイドッグ・ブルース・バンド+薩摩光一にアコースティック・ギターで参加。「北の果て行き」ではコーラス参加。

#### 中川イサト
- 『1310』（1977年、25AH-186、CBS・ソニー。再発CD: 1991年、SRCL 2048、SONY RECORDS)

A面: 04. 不演唱（ぶるーす）
B面: 06. オレンジ
Acoustic Guitar。
- Various Artists『春一番ライブ '77～'78』（再発CD: 2004年、BZCS-9027～28、Bellwood Records）[注釈 141]

Disc-2（1978年）: 10. My Creole Belle。
1978年5月5-7日、天王寺野外音楽堂。
G.&Cho.: 有山淳司、Flat Mandolin: 佐久間順平。
- 中川イサト・有山じゅんじ『AFTER HOURS』（1988年、NR-5、ナニワ・レコード。再発CD: 2000年、SEAL-010、SEALS RECORDS）

A面: 01. Perugino/03. 不演唱#2/04. C-Rag/05. 夕焼け雲
B面: 01. Chott Tropical/02. Rouler Sa Bosse/04. After Hours/05. 月の唄が聞こえる
Acoustic Guitar、Vocal。A-4、B-5 by 有山じゅんじ。B-1 by 中川イサト and 有山じゅんじ。金森幸介 Chorus on "夕焼け雲"and"月の唄が聞こえる"。

#### 中川五郎
- 『また恋をしてしまったぼく』（1978年、OFL-48、キングレコード。再発CD: 2004年、BZCS-9047、Bellwood Records。2012年、KICS-2591、Bellwood Records）

曲ごとのクレジットはないが、A面: 02「夜盗のように（Run Like a Thief）」等で、おそらく有山のギターが聞こえる。
藤井裕も参加。中川イサトプロデュース。

#### 大原治三[注釈 145]
- 『根無し草』（1979年、NAO-0001、Nao Records）

A面: 04「独り暮らし」で、おそらく有山のギターが聞こえる。
中川イサトプロデュース。

#### いとうたかお
- Various Artists『春一番ライブ '79』（ibid.[注釈 146]）

Disc-2: 02. その際に立ち
有山淳司: Kalimba。

#### 中村よお
- 『中村よお』（1988年、HLP-0001、HEFFALUMP RECORDS。再発、2000年、SEAL-013、Seals Records他）

A面: 01. LAST-SONG
有山じゅんじ: electric guitar。

#### SAKA-O-BAND
- 「ほんまやね/抱きしめよう」（1990年、CARC-33、TEICHIKU RECORDS）

有山は、「ほんまやね」ではボーカルとしてほぼ「雀もいっしょの御堂筋」とだけ歌い、「抱きしめよう」では作者（編: 藤井裕）としてメインボーカル。
1990年大阪で開催された「国際花と緑の博覧会」に協賛し、服部克久が総監修、石田長生をプロデューサーとしてバンド結成、作製されたCDシングル。有山のほか、上田正樹・笹野みちる・木村秀勝・大上留利子・二井原実・なぞの女キムチ・北京一 ・東雲マリ・永井隆・中島らも・マーシー・もんたよしのり・コング桑田・桑名正博・ 桑名晴子・山下政人・清水興・西田忠彦・大谷令文・ 山岸潤史・内田勘太郎・石田長生・竹田達彦・中村建治・GEE2wo・井上敬三・唐口一之・ナガオクミ・リクオ・氏永仁・藤井裕が参加。

#### 西岡恭蔵
- KYOZO＆BUN『トラベリン'・バンド』（1990年、ZO-K 001、ZO RECORD。再発: 2022年、CRCD 5157、CLINCK RECORDS他）

02. 真冬のアロハ・パーティー
Electric Guitar、Vocal、Chorus（X'mas Singersとして）: 有山じゅんじ。
1989年X'mas Live テーマ曲。

#### 須山公美子
- 『わたしがなりたかったもの』（1990年、OPR-9001、Opera Club Office。再発1998年、OPR-9001、ZERO COMMUNICATIONS）

08. たいこばしわたれば
Guitar: 有山じゅんじ、Handclaps: 炭谷昇。

#### いなますはじめ[注釈 155]
- HAJIME INAMASU『ECHOLARIA』（1991年、H-0001、HAIR BAND）

03. ふたりの島/05. ルードボーイ/06. 10月の海
いなますはじめ: Vocal、有山じゅんじ: E. Guitar（Guest Appearance）、わたなべいくお: Background Vocal/Acoustic Guitar、にしやまこういちろう: Piano。

#### 下田逸郎
- 『ひとひら』（1992年、UKRR-6005、RICE RECORDS。下田通信所再発、廃盤）

04. 不思議な気分/07. トビウオ飛んだ/10. 今夜?
有山じゅんじ: ギター、ボビー原: オルガン、山田晴三: ベース・カリンバ、土居正和: ドラムス。07のみ、朴在干: パーカッションも録音。
- 『ワルツの時間』（2000年、不明、下田通信所、廃盤）

#### ロス・ルンベロス
- ロス・ルンベロス FEATURING 有山じゅんじ『Hurry Hurry Hurry』（1992年、UKRR-6007、UK.PROJECT）

Hurry Hurry Hurry/C'mon 買いもん/Piano Interlude/今夜はカキ色の月が/月の唄が聞こえる/Funny Guy/I'm Insane/La Cita/Gooday 今日はSunshine/SABA-GIN

#### ZOUND SYSTEM[注釈 156]
- 『SHE'S A MYSTIC』（1993年、ZS-9301、ZOUND SYSTEM。1994年、EDCR-708、江戸屋）

02. ALL RIGHT/04. BOAT CLUB ROAD
JUNJI ARIYAMA: Chorus。04はChorus Arrangeも。

#### 加川良
- 『2 [túː]』（1993年、TKCA-70097、Japan Records。再発: 2011年、GRCL-6011、GREEN WOOD RECORDS）

ONE/胸にあふれるこの想い/丘の上/ASIA（夢のおまつり）/オーマイ ダーリン/りんごのひとりごと/本当のこと/たぬきのロクさん/ONE（別バージョン）/星屑の街（再発版ボーナストラック）
エレクトリック&アコースティックギター、バッキング ボーカル 有山じゅんじ（ONE別バージョンは加川弾き語り）。
- RYO KAGAWA WITH TE-CHILI『R・O・C・K』（1996年、UKRR-6015、UK.PROJECT）

戦争しましょう/教訓Ⅰ/下宿屋/親愛なるQに捧ぐ/アイ&アイ/伝道/冬の星座/女の証し/コスモス
1996年7月10-11日、『バナナホール』。
Ryo Kagawa: vocal、You Fujii: bass、Roger: drums、Junji Ariyama: guitar。
- 三代目魚武濱田成夫『続・三代目濱田成夫』（1997年、PCCA-0111、PONY CANYON）

01. ファイト!/07. 舟唄
TE-CHILIとしてバッキング。

#### SION
- 『sion 10+1』（1994年、TECN-30259、T-GRAND MUSIC（テイチク）。2004年、2008年再発）

04. こんなに天気がいいからよ
JUNJI ARIYAMA: guitar、SADAO OYA: violin（フィドル）、IZUMI MISAWA: percussion（ウォッシュボード他）。

#### 沖野俊太郎
- OKINO, shuntaro『hold still-keep going』（1995年、PSCR-5374、POLYSTAR）

07. Get Yourself/08. Life Goes On
Drums: Goro Masaki、Base: Yu Fujii、Guitar: Junji Ariyama、Fender Rhodes: Yasuharu Nakanishi（08）、Hammond B-3: Yasuharu Nakanishi（07、08）。

#### 木村充揮
- 『YOU-TONE』（1995年、TOCT-9107、東芝EMI）

08. 君とのランデブー/09. オールライト・サン
Dr: 正木五郎、G: 有山じゅんじ、B: 藤井裕、他。別の曲で中西康晴も参加。
- 木村充揮・有山じゅんじ『木村くんと有山くん』（1998年、UKDL-001、DANDY LION）

あなたも私もブルースが好き/陽よ昇れ（Let's it Shine On）/オッチロリン/秋の空/君の瞳/La-Cana/ビビッテ・バビッテ・ブー/過ぎたるは及ばざるが如し/（サービス・トラック）
Vocal/Guitar/Kalimba/6 Strinugs Banjo。陽よ昇れで聞こえる乾いた音が6弦バンジョー（ギターバンジョー）。
- CUM' CUM'『CUM' CUM'』（2000年、PSCR-5922、POLYSTAR）

05. 胸の中（Whistle）
木村充揮、河内博、渡辺けんぞう、正木五郎によるバンド。有山は他に、Backing Vocalでも参加。
- 『30th Anniversary 継続は力 ～オ・カ・ゲ・サ・マ・デ～』（2006年、DEJR-0004、JUST LUCK RECORDS。DVD）

DISC-2: 11. 当たれ! 宝くじ2006/16. いつか来た町/17. スキップミュージック
2006年2月12日、NHK大阪ホール。
with 上田正樹+有山じゅんじ+藤井裕+正木五郎。16、17は出演者全員。
- 『ザ・ライブ!』（2019年、EDCE-1031、江戸屋）

Disc-2: 07. あなたも私もブルースが好き/08. 陽よ昇れ/09. キムチはできるだけ辛い方がいい/10. けだるい二人（Two Sleepy People）/11. いい感じ/12. シカゴバウンド/13. 嫌んなった
2018年4月14日、『風知空知』。

#### 友部正人
- 『ブルースを発車させよう』（1997年、TM009-010、友部正人オフィス）

Disc-2: 07. 夕日は昇る/08. 一本道/09. 涙/10. 夜は言葉
1997年9月20日、『バナナホール』。
09. は作曲: 有山じゅんじ。09. 10. A・ギターに加えコーラス。
- 『ブルースを発車させよう 2』（1998年、ジュゴン企画。VHS）

07. 夕日は昇る/08. 一本道/09. 涙/10. 夜は言葉
全2巻のうち。

#### KUROメモリアル・アルバム（1997年4月4日逝去。R.I.P）
- Various Artists『KUROちゃんをうたう』（1998年、MDCL-1335、MIDI INC.）

Disc-2: 13. La-Cana
有山じゅんじ&ゴンチチ。有山: ボーカル、フルート、アコースティック・ギター。

#### ISOICHI[注釈 169]
- 『WILDERNESS』（1999年、BSR-051、BlueSky Records）

03. Chicken/07. 灯り
アコースティック・ギター、コーラス。

#### 金森幸介[注釈 170]
- 『Lost Songs』（2000年、HICK-003、Hickory Wind Records）

06. 摩天楼Bluse
Flute、Electric Guitar。
- 『金森幸介』（2002年、MDCL-1428、MIDI INC.）

04. 大阪も雨に沈んでいるかい（guitar on 有山じゅんじ）/07. ふたりは（vocals and guitar on 有山じゅんじ）
2002年4月24-25日、5月9日、能勢のルーテル教会。

#### 三井はんと大村はん[注釈 171]
- 『ほんまかいな』（2001年、XZCS-2009、X.Y.Z. RECORDS）

01. RAG BAG ～ボロボロ紙袋～/03. ナマケモノ/08. Octopus Dreaming ～ しばらくお待ち下さい/12. あんた好みの女
Junji Ariyama （01、03、08: Flute ＆ Voice、12: kuchi-bue）。

#### 坂庭省悟
- 『Hobo's Lullaby』（2002年、SYJY-005、PALM STRINGS RECORDS）

01. 500miles/09. 二月のうた-The New Land
フルート（木田高介の遺品）。
- Various Artists『坂庭省悟トリビュート やくそく』（2006年、SYJY-008、PALM STRINGS RECORDS）

坂庭省悟メモリアル・アルバム（2003年12月15日逝去。R.I.P）
12. ぼく
有山じゅんじ（Vocal&Guitar）&虎ちゃん。

#### 三宅伸治
- 三宅伸治プロジェクト2『Guitars' talk』（2002年、ENCM-2013、mind box）

01. It's All Right（有山じゅんじ: Vocal、Clap、Flute）/03. さよならだけが人生さ（町から町へ）（有山じゅんじ: Vocal&A.Guitar）
- 三宅伸治トリビュートアルバム『ソングライター』（2017年、TKCA-74606、徳間ジャパン）

Disc-2: 10. 平気
- 三宅伸治&Santa Clauses『Rainbow Christmas』（2020年、PCD-18879、Pヴァイン）

12. レインボー クリスマス
- 三宅伸治&Santa Clauses『Rainbow Christmas LIVE』（2022年、PCD-18896、Pヴァイン）

11. ハイボール クリスマス/12. レインボー クリスマス
2021年12月4日、横浜ベイホールで開催されたイベント「Rainbow Christmas 2021」のライブ・アルバム。

#### BEGIN
- 『BEGIN 15周年記念 DVDBOX』（2005年、00BI-1、テイチクエンタテインメント）

DISC-2（スペシャル特典DVD）『ビギン15周年記念公園』（DVD-50305）: 33. STEALIN'
2005年3月21日、『大阪万博公園』。
BEGIN with 有山じゅんじ＆木村充輝としてサプライズゲスト出演（g., Vo.）。

#### シカゴロッカーズ[注釈 175]
- 『ナニワジャングル明日はなし』（2006年、XQBA-1001、SILVER BIRCH RECORDS）

09. 上を向いて歩こう（AG。国府テルユキ: ピアニカ）
他、EGでの参加曲は不明。
- Various Artists『ChicagoRock 12th Anniversary The Osaka Blues』（2014年、SENT-0005、シカゴロック。DVD）

10. Blues! ～ 12年なんかくそくらえ/14. ギター小僧（ぐぶつwith有山じゅんじ）
10. はソロ（vo. g.）、14. はサポート（g.）。シカゴロック12周年記念ライブ。

#### 金子マリ
- 『B-ethics』（2006年、IOCD-20192、AVEX）

02. GIVE, GET PEACE/12. GIVE, GET PEACE -A- Chance
Words music & Arrangement、Acoustic Guitar & Flute。
- 『金子な理由』（2008年、HW-016、HOME WORK RECORDS）

12. 悲しい色やね
guitar。
- 『MARI KANEKO 60th BIRTHDAY LIVE 金子な理由』（2015年、TBRD-1201、たっぷり金子な実行委員会。DVD）

03. Give get peace/04. 抱きしめよう/05. みんなの願いはただひとつ
2014年12月1日、『下北沢ガーデン』。
03は、with 5th element will、05は、with Ban Ban Bazar。

#### Ban Ban Bazar
- 『One Day, One Month, One Year!』（2007年、HW-013、HOME WORK RECORDS）

12. スルメのように生きている

#### 藤井裕
- 『フジーユー』（2007年、JIYU-001、JIYU RECORDS）

10. 心の中のカード
EG。Dr.、Pf.、Cowbellはイマーノキヨシロー。他、石田や正木五郎等が参加した曲も。

#### 長野友美[注釈 180]
- 『何もない日々』（2008年、CXCA-1226、MIDI Creative）

04. 明け方のブルース
AG.、Recorder。

#### 上田正樹
- 上田正樹 with Reggae Rhythm『FINAL FRONTIER』（2009年、VICL-63355、Victor Entertainment）

01. Hellow I Love You
有山じゅんじ: Electric Guitar。他、Sly & Robbie数曲参加。
- 『俺たちの歌』（2011年、DQC-563、スリーエーミュージック）

01. Bluesと暮らしてる/02. 俺の四季
Vocal、Guitar。妹尾隆一郎: Harp（01）。
- 『遠ざかる日本（ふるさと）の歌』（2012年、UICZ-4260、USM JAPAN）

05. I've been working on the railroad（線路は続くよどこまでも）/10. We shall overcome
Electric Guitar: 有山じゅんじ、Drums: 正木五郎、Blues Harp: Weeping Harp Senoh（妹尾隆一郎、05のみ）、他。
- 『Soul to Soul』（2019年、UICZ-4465、UNIVERSAL MUSIC LLC）

01. 心配スナ 安心スナ/04. Hey Brother/05. First Base/07. R＆B聞こえてくるよ/08. The Light in Your Eyes/09. Name of The Game/10. Soul to Soul/12. 46憶ページの一枚の物語/13. あなたを感じていたい
有山じゅんじ: Guitar、正木五郎: Drums、藤井裕（R.I.P）: Bass（07）、作詞作曲（12）、他。

#### 有山岸
- 『そろそろおこか -CARELESS LOVE-』（2010年6月、DDCB-14012、バウンディ）

Disc-1: そろそろおいとこ、Careless Love/Tipitina/皆既日食/よいしょよっこらしょ/Young Boy Blues/ろっかまいばいべいびい/Jamaica Song/Monday Night In New Orleans/Sukiyaki Blues（上を向いて歩こう）/残しとこう
細野晴臣（Bass&Vocal on 06、Bass on 08）。
Disc-2: 皆既日食/Tipitina/しょぼくれあかんたれ/Monday Might In New Orleans/ろっかまいばいべいびい/よいしょよっこらしょ/残しとこう/梅田からナンバまで/よいしょよっこらしょ
Disc-2はDVD。Making Of Album, and more。
- 『そろそろおこか ～CARELESS LOVE～ TOUR 2010』（2011年、DDBB-14005、バウンディ。DVD）

オープニング/タイトル～皆既日食/よいしょよっこらしょ/ラジオ出演（FM COCOLO）/テネシーワルツ/悲しい色やね/なつかしの道頓堀/ツアー用リハーサル/世界は日の出を待っている/テネシーワルツ/バッドジャンキーブルース/ジャマイカ ソング/ろっかばいまいべいびー/しょぼくれあかんたれ/梅田からナンバまで/残しとこう/そろそろおいとこ、ケアレスラブ
2010年6月27日、青山『CAY』。
『そろそろおこか -CARELESS LOVE-』発売記念コンサートの模様、等。
- 有山岸 feat.上田正樹『Bitter Sweet Soul』（2014年9月、PECF-3098、SPACE SHOWER NETWORKS）

I'm Gonna Sit Right Down And Write Myself A Letter/Let's Go Get Stoned/The Dock Of The Bay/Hook Me Up（Japanese Version）/Brickyard Blues/Take These Chains From My Heart/Baby Don't Push Me/Love T.K.O./もうしんどい from Busted/River Side Blues

#### リクオ
- 『ホーボー・コネクション Vol.1』（2012年、HW-024AV、HOME WORK RECORDS。2CD＋1DVD）

CD-2: 07. 気持ち/08. 梅田からナンバまで
DVD: 01. プロローグ～光/18. 梅田からナンバまで/19. 気持ち
2010年11月28日、『下北沢ガーデン』。
リクオ with 有山じゅんじ、バンバンバザール。01は出演者全員。

#### アサキチ[注釈 188]
- 『ぬかるみ天国』（2016年、SPR-001、Spine Records）

12. 靴を磨こう
vo&a.gt.。

#### 石田長生トリビュート・アルバム
- Various Artists『SONGS OF Ishiyan』（2019年、EDCE-1035、江戸屋）

Disc-2: 01. Boat Club Road
有山じゅんじ: ヴォーカル&ギター。作者、C-rag（Zound System）: ヴォーカル&コーラス。

#### 激団モンゴイカ[注釈 190]
- 『JUGってパーティ!』（2024年）

06. 会社休もう!/14. 威張って歩け

## 教則アイテム、その他

### VHS
- 『アメリカン・ギターズ vol.11 マーティン』（1993年10月、RMAG-11、Rittor Music）

1992年、フジテレビで放送された『the american guitars』（Ibid.）シリーズのビデオ化。髪を短くした有山のコメントは撮り直しされ「月の唄が聞こえる」を演奏。中川イサトのコメントや技巧的な演奏も追加されている。

### 雑誌
- 「季刊アコースティック・ギター・マガジン VOLUME37」（2007年2月、リットーミュージック・ムック第57号）

『アコギでクラプトン』に関連した記事がpp.95-101にあり、有山とマーチン2-17の写真が載っている。
- 「季刊アコースティック・ギター・マガジン VOLUME40」（2009年5月、リットーミュージック・ムック第45号）

付属CDのTrack 01に、「誌上スペシャル・セッション!」（pp.24-48）で紹介されている、おおはた雄一との書き下ろし楽曲「くそっ、Blues!」が録音され、当該TAB譜が本誌pp.35-40に掲載されている。
- 「ギター・マガジン 第28巻6号」（2007年6月、リットーミュージック）

付属CDのTrack 29-37に、本誌pp.213-223、「名手直伝 誌上スペシャル・セミナー2「有山じゅんじのラグタイムってなんだろう? ～親指をブン・チャッ♪～」」掲載TAB譜に連動した、親指をブン・チャッ♪/ありやまなブン・チャッ♪のテーマ/ラグ・ラ・グラ・グラ/ブン・チャッ♪なブギ/ウキ・ウキ・ブン・チャッ♪/憂鬱な夏のブン・チャッ♪/ウロ・ウロ・ラグ/ラグタイムってなんだろう?/地球があぶないっ!、各楽曲が録音されている。
- 「ギター・マガジン 第45巻7号」（2024年7月、リットーミュージック）

付属小冊子pp.8-12に、梅田からナンバまでのTAB譜が掲載されている。

### DVD
- 『有山じゅんじ ラグタイムの流儀 ～弦で紡ぐありやまな音楽～[注釈 194]』（2016年、AND066、アルファノート）

50歳/梅田からナンバまで/陽よ昇れ/親指でブン・チャ♪/Ain't Nobody's Business/買い物にでも行きまへんか/俺の借金全部でなんぼや
各TAB譜付属。
『ありやまなチンチン電車の旅! 阪堺線一周ライブ』から「スルメのように生きてる」と「梅田からナンバまで」が挿入され、「ぶんちゃっ（難波）」、「リズム&串カツ アガッタ!（東心斎橋）」等飲食店での歓談も。

## 書籍における発言等
- 憂歌団『憂歌団DELUX』（1988年、白夜書房）

「憂歌団は、かっこ悪うてかっこええやん。」pp. 122-123。
- 永井隆『ENDLESS BOOGIE』（1991年、少年社）

「最初好きになったんは、マイク真木の「バラが咲いた」や。」pp. 38-40。
「"有山じゅんじ"いうジャンルができたらええなと思う。」pp. 107-109。
「バンドのツアーもひとりのツアーもどっちもどっちやな。」p. 127。
「金にうるさい割に、すぐ丸め込まれるっていうタイプやったな。」pp. 148-149。
「おれはもう、今は何してでもずっと歌っていくやろと思う。」pp. 185-186。
- Live Music JIROKICHI 40th アニバーサリー実行委員会 編『ジロキチ・オン・マイ・マインド ライブハウス高円寺JIROKICHIの40年』（2014年、Pヴァイン）

「ジロキチは人も空気もいい匂い」pp. 66-67。

## 映画出演
- 『とめ子の明日なき暴走』（2012年11月公開[注釈 196]、ビジュアルアーツ専門学校/ムービーワークショップ）

監督: 吉浦敦博。主人公山田とめ子（演: 宮嶋麻衣）の父親役。